# ジェームズ・ストーム
ジェームズ・ストーム（James Storm）のリングネームで知られるジェームズ・コックス（James Allen Cox、1977年6月1日 - ）はアメリカ合衆国のプロレスラー。テネシー州フランクリン出身。

## 来歴

### 学生時代
高校時代はアマチュアレスリングに励み、オースティン・ピー州立大学に進学後はバスケットボールで優秀な成績を収め奨学金を授与された。

### キャリア初期
1995年、ウルフィーDが主宰するレスリングスクールにてトレーニングを開始。ウルフィーDとシェーン・モートンに師事するが肩を負傷した事により一時断念するが1997年にプロレスラーデビューを果たす。
2000年、当時WWFと双璧を成していたメジャー団体であるWCWとディベロップメント契約を交わし入団。ジェームズ・ストーム（James Storm）のリングネームでトレーニングを開始。ジョバーとしての立ち位置ではあったが4月より前座番組であるWorldwideにて登場。3カウント（グレゴリー・ヘルムズ & シャノン・ムーア & エヴァン・カレイジャス）、ヤングドラゴンズ（ヤン & カズ・ハヤシ & ジェイミー・サン）などのユニットと対戦した。
2001年にWCWが崩壊を迎えた事によりフリーとしての道を選ぶ。7月13日、アファ・アノアイがペンシルベニア州にて主宰するWXW（World Xtreme Wrestling）のSportsfest 2001に参戦。クリス・ハリスと後にTNAで名タッグチームとなるアメリカズ・モスト・ウォンテッド（America's Most Wanted）を結成。OVW所属のツインタックルズ（ジーン・スニツキー & ロブ・ハーパー）と対戦するが敗戦した。

### TNA

#### 2002年
2002年、ジェフ・ジャレットが主宰するNWA加盟団体であるTNAと契約を交わし入団。6月26日、NWA TNA PPVにてクリス・ハリスと組んでレインボーエクスプレス（ブルース & レニー）と対戦。会場に遅刻してきて準備する間もなく試合に出場するというスキットで両者共にジーパン姿で対戦するが終盤にハリスがレニーとの丸め込み合戦で最終的にレニーに丸め込まれ、突き飛ばしたところへブルースとぶつかった隙を突いてフォールを奪い勝利した。8月28日、空位となったNWA世界タッグ王座を巡りゴールド4wayエリミネーションタッグマッチにて勝利し、続く9月18日にNWA世界タッグ王座戦出場の出場を賭けたゴールドバトルロイヤルにてハリスが勝ち抜けた事により、同日に共に勝ち抜けたブライアン・リー & ロン・ハリスとテーブルマッチ形式によるNWA世界タッグ王座戦を行い両チームがリング内外で暴れ回る内容になるが最後にリーがロープ外にいる場所での攻防となり、ハリスがストームを台にしてジャンピングエルボーをリーに決めたところを場外に設置していたテーブルへと落ちて勝利。NWA世界タッグ王座を戴冠したし。NWA世界タッグ王座戴冠後、トップのタッグチームとして注目されるようになる。

#### 2003年
2003年1月8日にディサイプルズ・オブ・ザ・ニューチャーチ（ブライアン・リー & スラッシュ）と対戦して2度目の戴冠、6月25日にはXXX（クリストファー・ダニエルズ & エリックス・スキッパー）とスティールケージマッチを行い3度目の戴冠。

#### 2004年
2004年6月4日、Fox Sports Netにて放送開始されたiMPACT!にてダラス & キッド・キャッシュと対戦して4度目の王座を戴冠した。9月より一時的にアメリカズ・モスト・ウォンテッドは解散となり同月24日にクリストファー・ダニエルズと組んでNWA世界タッグ王座を保持する元相棒であるハリス & エリックス・スキッパーと対戦して最後にスキッパーにラストコールを決めて勝利し、5度目のタッグ王座を獲得。しかし、10月よりスコット・ダモール率いるチームカナダの侵攻により仲間割れとしている場合じゃないとアメリカズ・モスト・ウォンテッドとXXXを復活し、同月15日にダニエルズとのタッグでチームカナダ（ボビー・ルード & エリック・ヤング）とNWA世界タッグ王座の防衛戦を行うが敗戦し、ベルトを奪取された。一時期は共闘関係にあったXXXではあったが結局チームカナダに挑むのはどちらかという事になり抗争へと展開してチームカナダへの挑戦権を得る。

#### 2005年
2005年1月16日、PPVであるFinal Resolution 2005にてボビー・ルード & エリック・ヤングに王座戦を挑み、セコンドのダモールとジョニー・デバインの介入に苦しみながらも試合途中でダモールの手を柱に間に手錠をして拘束し、終盤にはすでに勝利を確信して客席へ向いて試合を見なかったデバインが後方からヤングにシャツを握られたところ勘違いをし、椅子でヤングに殴打して倒れたところへハリスがフォールして勝利。6度目の王座を戴冠した。10月8日、WWEより移籍してきたチーム3D（ババ・レイ・ダッドリー & ディーボン・ダッドリー）のデビュー戦の相手を務めるが終盤にダッドリー・デス・ドロップを喰らいピンチに陥ったところを同じくWWEから移籍してきたノックアウトのゲイル・キムが乱入してババ・レイへ金的攻撃を仕掛け反則裁定で無効試合となり、キムがディーボンに捕まったところへジェフ・ジャレットが駆けつけNWA世界ヘビー級王座のベルトで殴打。更に追撃と言わんばかりにディーボンにデス・センテンスを喰らわせ、ババ・レイにはジャレットの十八番であるギターで殴打して4人で手を掲げ合った。同月22日、NWA世界タッグ王座を保持するザ・ナチュラルズ（アンディ・ダグラス & チェイス・スティーブンス）と対戦し、ピンチに陥ったところをまたもやジェフとキムの介入で助けられ、ジャレットと口論するスティーブンスの脳天にビール瓶を叩きつけ勝利し、7度目の王座戴冠となった。同月23日、TNA年間最大のPPVとなるBound for Glory 2005ではリマッチの権利を保有していたナチュラルズと再戦し、キムをマネージャーとして従わせ対戦するが返り討ちにして防衛した。また、同月よりジャレット率いるユニットであるプラネット・ジャレット（Planet Jarrett）の一員となり、チーム3Dと抗争を開始。

#### 2006年
2006年1月15日、Final Resolution 2006にてチーム3DとNWA世界タッグ王座戦を行い、終盤にハリスが粉塵での攻撃を行おうとしたところを逆に喰らってしまいダッドリー・デス・ドロップで3カウントを取られるがレフェリーも粉塵で目が見えない状態でカウントを数えたために王座移動ができず、挙句の果てにチームカナダの介入でチーム3Dを襲撃するとババ・レイの上へハリスを覆いかぶせて3カウントとなり王座防衛という決着に終わった。チーム3Dとの抗争後、11月よりLAX（ヘルナンデス & ホミサイド）との抗争を開始。12月10日、Turning Point 2006にて吊られた鉄棒に国旗を提げるラダーフラッグマッチでホミサイドとハリスが争っているところへ誤ってハリスにビール瓶を打ちつけ敗戦。試合後には互いに険悪と空気となり、同月14日にLAXと再戦するが最後にハリスの顔面へビール瓶を打ちつけアメリカズ・モスト・ウォンテッドの終焉を告げた。

#### 2007年
2007年1月、シングルレスラーへと転向し、WWEから移籍してきたノックアウトのジャッキー・ムーアをマネージャーとして従わせるようになるがアメリカズ・モスト・ウォンテッドの解散を許さないキムに因縁をつけられ、キムとパートナーであるピーティー・ウィリアムズと抗争を開始。3月11日、Destination X 2007にてジャッキーと組んでキム & ウィリアムズとダブルブルロープマッチ形式によるミックスファイトで対戦し、最後にジャッキーがウィリアムズへ金的攻撃を仕掛けたところへラストコールを決めて勝利した。4月15日、Lockdown 2007にて復帰したハリスと黒い布を被って目隠しした状態で行われるブラインドフォールドスティールケージマッチを行うが最後にはハリスが誤ってレフェリーにシャープシューターを仕掛けているところを布を取って確認し、ラストコールを決めると再び布を被り気がついたレフェリーが3カウントを取り勝利した。5月13日、Sacrifice 2007にてハリスとテキサスデスマッチを行い、両者様々な凶器を用いて顔面が血で染まり、終盤にはジャッキーがキムの乱入で手錠をして退場。そして両者ビール瓶を持って殴打しようとしたところへ先に喰らい、3カウントから10カウントで立ち上がれず敗戦した。8月よりライノと抗争を展開。9月9日、No Surrender 2007にて最後にコーナーへテーブルを立ててラストコールで止めを刺そうとするが逆にライノのゴアを喰らい敗戦した。

#### 2008年

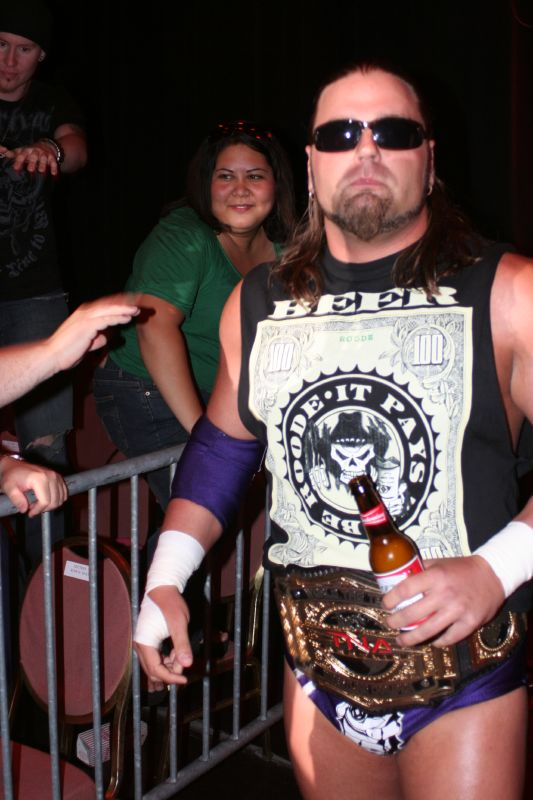
2008年

2008年6月12日、ボビー・ルードと組んでTNA世界タッグ王座を保持するLAXと対戦してホミサイドにラストコールを決めて勝利したかのように見えたがレフェリーの誤審により再戦をさせられ、最後にはヘルナンデスのシットアウト・パワーボムを決められ敗戦。これに憤怒したルードは椅子を使いヘルナンデスとホミサイドを襲撃するとLAXのヘクター・ゲレロをも巻き込んでそれぞれ各コーナーポストへ手錠とガムテープで拘束するとレフェリーや観客からベルトを奪い3人を制裁した。この一件よりビアマネー・インク（Beer Money, Inc.）を結成。LAXとの抗争が激化する中、8月10日、Hard Justice 2008にて最後にホミサイドからグリンゴ・キラーを決められようとしたところへレフェリーがリング外にいる隙を突いて飛びこんできたルードがビール瓶を打ちつけフォールして勝利し、TNA世界タッグ王座を奪取した。TNA世界タッグ王座戴冠後、LAXやチーム3D、モーターシティ・マシンガンズ（クリス・セイビン & アレックス・シェリー）、アビス & マット・モーガンを相手に防衛した。

#### 2009年
2009年1月8日、ルード vs モーガンにて試合中に脚を負傷したルードは場外にて10カウントでリングアウト負けとなり医療スタッフに運ばれる中、直後にTNA世界タッグ王座挑戦権を使用したコンシクエンス・クリード & ジェイ・リーサルと1人で対戦する事になり応戦するが耐えきれず、ジャッキーのサポートにも助けられるが最後にアタッシュケースを持って駆け込んできたルードがリーサルに返り討ちにされると逆にリーサルからアタッシュケースで殴打され敗戦した。同月11日、Genesis 2009にてTNA世界タッグ王座を保持するクリード & リーサル、アビス & モーガンと3wayマッチによる王座戦を行い、終盤にベルトを持って攻めてきたアビスをルードが避けてモーガンに誤爆するとジャッキーがバックステージから挑発してレフェリーの気を逸らしたところへリーサルにラストコールを浴びせリングアウトさせるとモーガンにフォールして勝利し、2度目のタッグ王座を戴冠した。2月15日、ルードと共に初来日を果たして新日本プロレスのCircuit2009 NEW JAPAN ISMに参戦。AKIRA & 蝶野正洋と対戦して最後にAKIRAへDWIを決めて勝利した。4月19日、Lockdown 2009にてチーム3Dが保持するIWGPタッグ王座とビアマネー・インクが保持するTNA世界タッグ王座を懸けてダブルタイトルマッチを行いフィラデルフィアストリートマッチを行い、終盤に先にスティールケージから脱出し、ルードがディーボンを捕まえてドアで叩こうとしたところを切り返されるとダッドリー・デス・ドロップでルードはテーブルに叩きつけられ敗戦した。IWGPタッグ王座とTNA世界タッグ王座の二分化によりタッグチームは増加するが、6月21日のSlammiversary 2009ではチーム3DとTNA世界タッグ戦を行って雪辱を果たし、3度目の王座を戴冠した。

#### 2010年
2010年、ハルク・ホーガンやリック・フレアー、エリック・ビショフなどの元WWEからの大物達が入団する中、チーム・フレアー vs チーム・ホーガンとの構図となりビアマネー・インクはチーム・フレアーへとメンバー入り。4月5日にはロブ・ヴァン・ダムと対戦してハリウッドスタープレスを決められ敗戦。試合後には勝ち名乗りを上げるRVDの背後からビール瓶で殴打するとレスラー達が乱入する騒動となった。4月18日、Lockdown 2010にてRVDと遺恨戦であるスティールケージマッチを行い、RVDの額を割って流血させるが最後はファイブスター・フロッグスプラッシュを決められ敗戦した。RVDとの遺恨戦後、タッグ戦線に戻りチーム3Dとモーターシティ・マシンガンズで三つ巴の対戦を展開。5月にはAJスタイルズ、カザリアン、デズモンド・ウルフが次々とチーム・フレアーのメンバー入りするとユニットの規模は拡大し、TNA版フォー・ホースメンとなるフォーチュン（Fortune）を結成。8月にはECWのオリジナルメンバーで結成されたユニットであるEV 2.0と抗争を展開。10月21日、RVD & サブゥーのEV 2.0のリーダー格の2人と対戦し、終盤にサブゥーがルードに向かって椅子を投げつけたところRVDに誤爆してフォールを奪い勝利。EV 2.0のユニット間に亀裂を生むきっかけを作った。同月22日、新日本プロレスのCircuit2010 NEW JAPAN TRUTHに参戦し、IWGPタッグ王者チームであるバッド・インテンションズ（ジャイアント・バーナード & カール・アンダーソン）と対戦して合体パワーボムをアンダーソンに決めて勝利した。

#### 2011年
2011年1月4日、新日本プロレスのレッスルキングダムV in 東京ドームに参戦。IWGPタッグ王座を保持するバッド・インテンションズ、マッスルオーケストラ（中西学 & ストロングマン）と3wayマッチによる王座戦を行い、最後にアンダーソンからガン・スタンを喰らい敗戦した。同月9日、Genesis 2011にてTNA世界タッグ王座を保持するモーターシティ・マシンガンズに挑戦し、最後にルードがシェリーに捕まるがセイビンのランニング・ビッグブーツの誤爆を誘発するとセイビンを丸め込んで勝利。4度目の王座戴冠となった。往来のタッグ、ガンナー & マーフィー、メキシカン・アメリカ（ヘルナンデス & アナーキア）など新勢力のタッグなどの挑戦を退け、6月にはルードの短期間の故障によりシェリーが代役を務めるが王座を守り抜く。8月9日にメキシカン・アメリカにベルトを奪取されるまで212日間防衛した。シングルによるリーグ戦であるBound for Gloryシリーズがあった事もありシングルとして実力を示したくなった2人はTNA世界ヘビー級王座を獲得する事が目標となり、9月よりTNA世界ヘビー級王座を保持するカート・アングルと抗争。同月22日のノンタイトルマッチにてガンナーの介入などもありアングルからフォールを奪いきれず、再度ガンナーが介入に来た際に排除しに助けに来たルードがベルトの魅力に取り憑かれる。10月20日、アングルとTNAヘビー級王座戦を行い試合開始から打撃で攻められコーナーで倒れたところをアングルはリング中央で勝ち誇るが振り向きざまにラストコールを浴びせフォールを取ったところ勝利し、わずか1分でベルトを奪取した。11月3日、 ルードとのTNA世界ヘビー級王座戦にてクリーンなファイトを誓い合い終盤まで白熱した試合を行うもののクロージングタイムを喰らわせてリングアウトさせた際にビール瓶を隠し持ったルードから殴打され敗戦した。このルードの行為に憤慨した結果ビアマネー・インクは解散となった。12月11日、Final Resolution 2011にて10月の王座戦での秒殺劇で遺恨の残っていたアングルと再戦を行い、最後はは2人も起き上がるのもやっと体勢であったがラストコールを決めて決着をつけた。

#### 2012年
2012年、TNA世界ヘビー級王座戦線の中で常に王者に近い位置にいたもののベルトを手にする事が出来ず、6月より開催されたBound for Gloryシリーズにて連勝を続けて最多勝ち点の73を記録したものの9月9日、No Surrender 2012にて準決勝でブリー・レイと対戦し、終盤にクロージングタイムを喰らわせたところ、ブリーの背後にレフェリーに当たりレフェリーは倒れる。それに気付かずラストコールを決めてフォールを奪うが当然カウントされず、レフェリーを起こそうとしたところを乱入してきたルードによりビール瓶で殴打され、ブリーに覆いかぶされた結果敗戦した。10月24日、Bound For Glory 2012にて特別立会人としてキング・モーが観戦。因縁のルードとストリートファイトを行い、スティールバケツや竹刀、画鋲、両者のトレードマークと言えるビール瓶で殴り合い血に染まり、終盤にビール瓶で殴打しようとしたルードをカウンターの金的攻撃を与え、ビール瓶で殴打するとラストコールを決めて画鋲の海に沈ませた。

#### 2013年
2013年、ヒールユニットであるエイシズ・アンド・エイツとの抗争にてチームTNAの一員として対抗するが目立った活躍が出来ない状況が続く。5月よりガンナーとタッグを組み、6月2日のSlammiversary XIにてTNA世界タッグ王者チームであるチャボ・ゲレロ・ジュニア & ヘルナンデス、バッド・インフルエンス（ダニエルズ & カザリアン）、ルード & オースチン・エリーズと4wayマッチ形式による王座戦を行い、最後にベルトを持って攻撃しようとしたエリーズに対してガンナーがガン・ラックを決めて勝利し、5度目の王座を戴冠した。Bound For Glory 2013にてブローマンズ（ジェシー・ゴッダーズ & ロビーE）と対戦して王座を陥落して以降連敗が続く。

#### 2014年
2014年2月13日、ガンナー vs イーサン・カーター3世にてマグナスが保持する各タイトルに挑戦する権利書が入ったブリーフケースを巡るラダーマッチが行われるがノーコンテストとなり、代わりにガンナーと組んでEC3 & マグナスでのタッグでのラダーマッチを行い最後にガンナーが手に入れる。同月20日にガンナーがマグナスに挑戦し、スパッドで苦戦するが復活して裏投げで倒しコーナーポストへ登ったところへ再度スパッドの介入があり自身もリングに入りスパッドを排除する。ガンナーに飛ぶよう指示するが最終的に裏切りキックで迎撃するとマグナスにフォールさせた。この件よりガンナーとのタッグは解消し、抗争へと発展。3月9日、Lockdown 2014にてラストマンスタンディングマッチを行い、終盤に椅子を2脚用意して叩きつけようとするが耐えられコーナーポスト上から投げようとするが逆にスープレックスで投げられてしまい背中を椅子に強打すると両者立てなくなり、最後はガンナーがカウント9で立ち敗戦した。同月27日、ガンナーに再戦を挑みノーカウント & ノーDQマッチを行う。様々な凶器で殴り合う攻防となるが終盤にラストコール2連続で喰らわせて倒し、リング下からビール瓶を取り止めを刺そうとするがガンナーの隠し持っていたビール瓶で殴打されるとハンガー18を決められ敗戦した。4月27日、Sacrifice 2014にてガンナーと決着戦となるアイクイットマッチを行い、凶器のみならず鉄柵やガラスなどの危険物を扱って終盤には椅子2脚に挟まれた鉄柵にスープレックスを喰らい、最後にガラスを眉に突き刺され "I Quit" と叫び敗戦した。ガンナーとの抗争後、8月よりユニットを結成して各タイトル制覇を目論み、手始めにサナダを勧誘してザ・グレート・サナダへと変身させるとマニックも仲間にしてザ・レヴォリューション（The Revolution）を結成。10月12日、WRESTLE-1との共同PPVであるBound For Glory 2014にてザ・グレート・サナダと組んでグレート・ムタ & TAJIRIと対戦。終盤にTAJIRIにアイ・オブ・ザ・ストームを仕掛けようとしたところ逃れられると花道へと追い出され、リング内で孤立したサナダはTAJIRIからバズソーキック、ムタからシャイニング・ウィザードへと連携で喰らい敗戦した。11月12日、TNA世界ヘビー級王座を保持するザ・ウルブス（デイビー・リチャーズ & エディ・エドワーズ）にマイクアピールで舌戦を繰り広げ、いつでもかかって来てもいいという言葉を聞くやザ・レヴォリューションのメンバーで襲撃。ザ・ウルブスが瀕死の状態のところを2月に手に入れたブリーフケースの挑戦権を行使して新メンバーとしてアビスを呼び寄せると止めを刺して6度目の王座戴冠となった。

#### 2015年
2015年3月、TNA世界タッグ王座陥落後より出場機会が減少。6月27日にTNAから退団する事を発表。6月28日、Slammiversary 2015にて同じく退団する事を発表したマグナスと非公認試合を行い、リング内外だけでなくバックステージでも攻防を繰り広げて終盤にリング下から椅子と鉄柵を持ち出して椅子2脚に鉄柵を挟んで叩きつけようとするがコーナーポスト上から逆に投げられ強打する。最後は2人して場外に置いてあったビール瓶を持って同時に殴打すると倒れ込んでフォールする形になり3カウント取って勝利した。

### WWE

#### NXT
2015年10月8日、WWEに参戦。同日、傘下団体であるNXTのテーピング、10月21日放送のNXTにてデビュー。ダニー・バーチと対戦して最後にエイト・セカンド・ライドを決めて勝利した。12月2日、アダム・ローズと対戦。最後にラストコールを決めて勝利した。

### TNA

#### 2016年
2016年1月5日、TNA・iMPACT Wrestlingにて盟友であるボビー・ルードがブラムとTNAキング・オブ・ザ・マウンテン王座を賭けて対戦して勝利するが、試合後にエリック・ヤングに襲撃されたところへ救出するためにサプライズ登場を果たす。ヤングにラストコールを決めて追い払うとルードとビールで祝杯を交わし "Beer... Money!!" コールで締めた。同月7日、インタビューにてWWEとの契約を交わさなかった件に関して薄給であった事から不満を募らせ、TNAに復帰する事を決意したとコメント。同月8日、One Night Only : Liveにてビアマネー・インクを再結成し、ブラム & エリック・ヤングと対戦。終盤にルードがヤングに捕らえられスパイク・パイルドライバーの体勢になるが耐えたところをヤングにラストコールを決めるとルードのカタパルトからDDTへと繋いで場外へ追い出し、最後にブラムにダブルスープレックスからDWIを決めて勝利した。

## 得意技

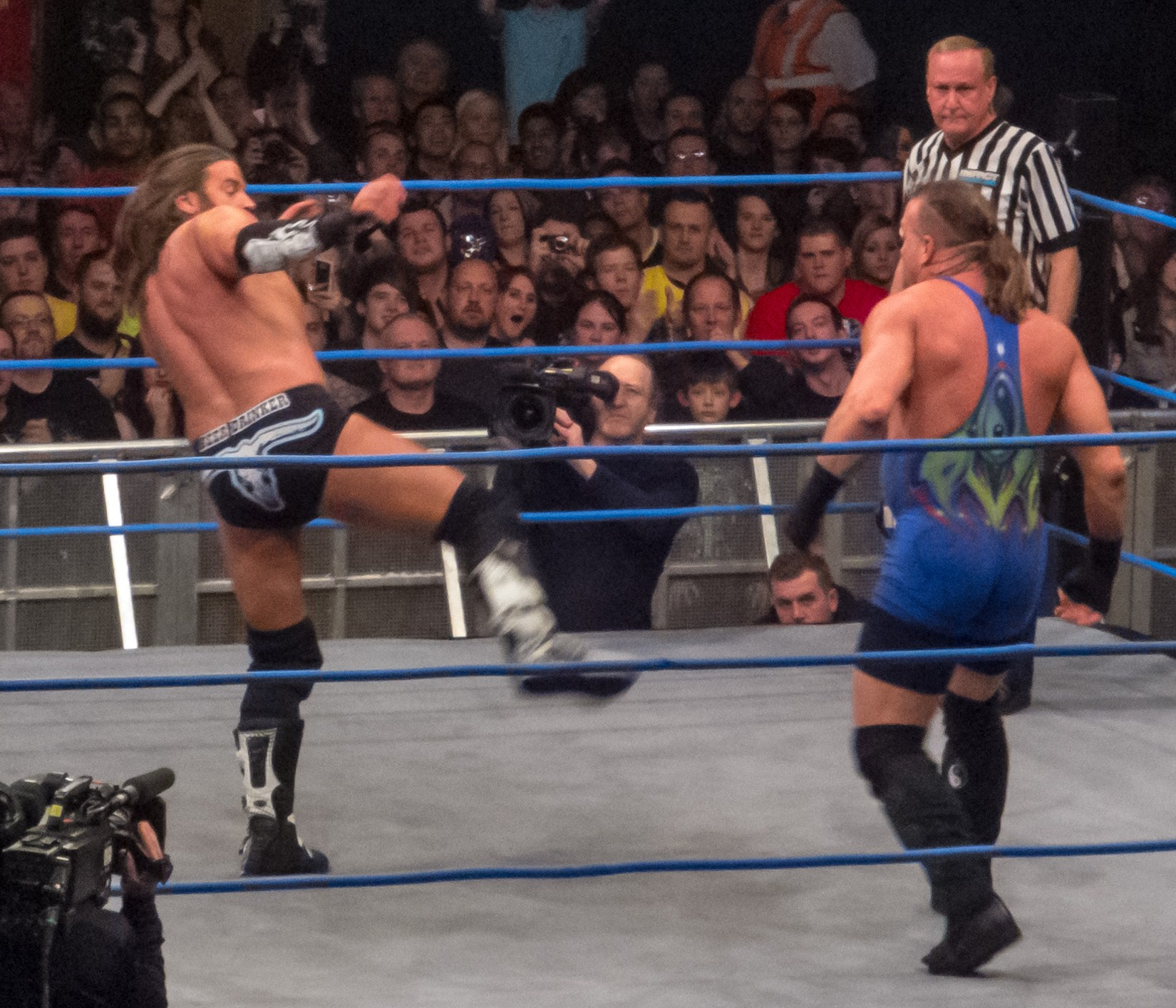
ラストコール.

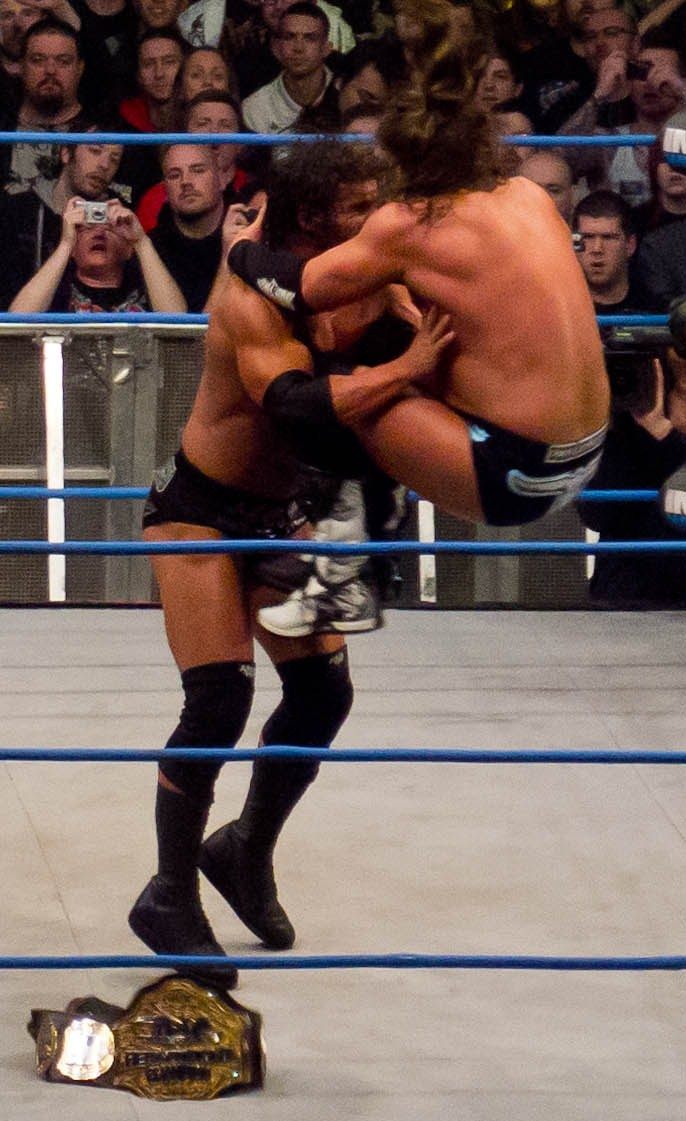
クロージングタイム

### フィニッシュ・ホールド
ラストコール
フィニッシャー。
スーパーキック

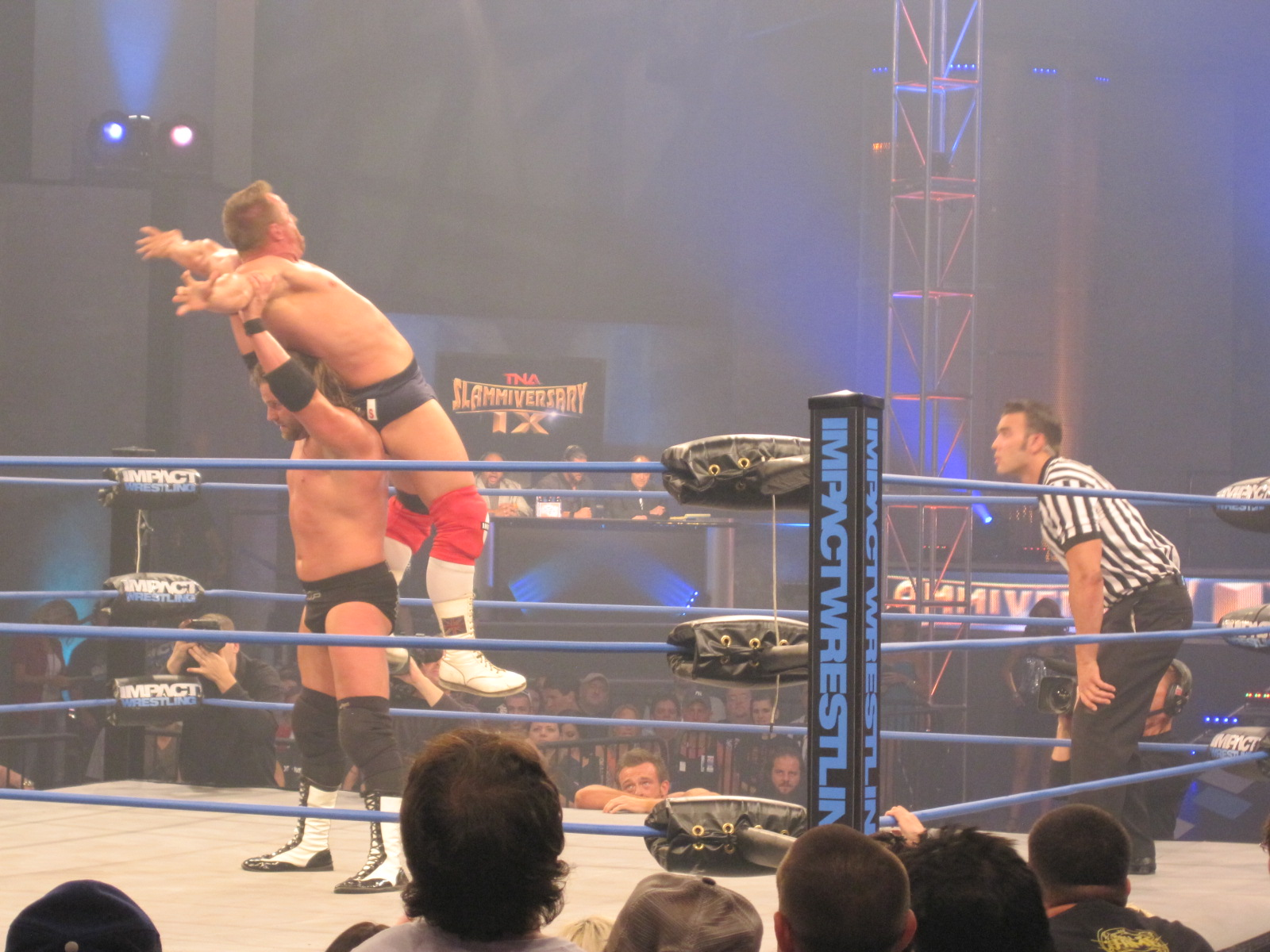
アイ・オブ・ザ・ストーム
フィニッシャー。
スピニング・クルシフィクス・トス
前屈状態の相手の頭を自身の股下に差し込み。カナディアン・バックブリーカーの形でそのまま相手の体を自身の右肩の上に担ぎ上げてその状態で自身の右腕で相手の左脇下を、自身の左腕で相手の右脇下でそれぞれ持ちハイジャック・バックブリーカーの形で自身の両腕を高々と伸ばして旋回しながら放り投げてマットに叩きつける荒技。師匠ウルフィーDのスラッシュ・アンド・バーンと同型。
エイト・セカンド・ライド
スピニング・ブルドッグ

### 打撃技
エルボー
エルボー・スタンプ
バック・エルボー
ナックルパンチ
バック・ハンドチョップ
クロージングタイム
バック・クラッカー
背後から相手の顎を掴み、そこから自分の両膝を相手の背中にあてがうようにして飛び付きながら相手引き倒す変形のバックブリーカー。
ビッグブーツ
スピアー

### 投げ技
DDT
スウィンギングノーズ
トルネードDDTと同じ技。
スープレックス
スーパープレックス
ジャーマンスープレックス
パワーボム

### 関節技
ボストン
ハーフボストンクラブ
シャープシューター

### 連携技
DWI
ボビー・ルードとの合体技。自身がパワーボムの体勢で投げつけると同時にルードがネックブリーカーを仕掛ける。
正式名称はドリンキング・ホワイル・インベスティング
デス・センテンス
クリス・ハリスとの合体技。自身が相手をベアハッグで捕まえ、ハリスがダイビング・レッグドロップを決める。

## 獲得タイトル
TNA
- TNA世界ヘビー級王座 : 1回

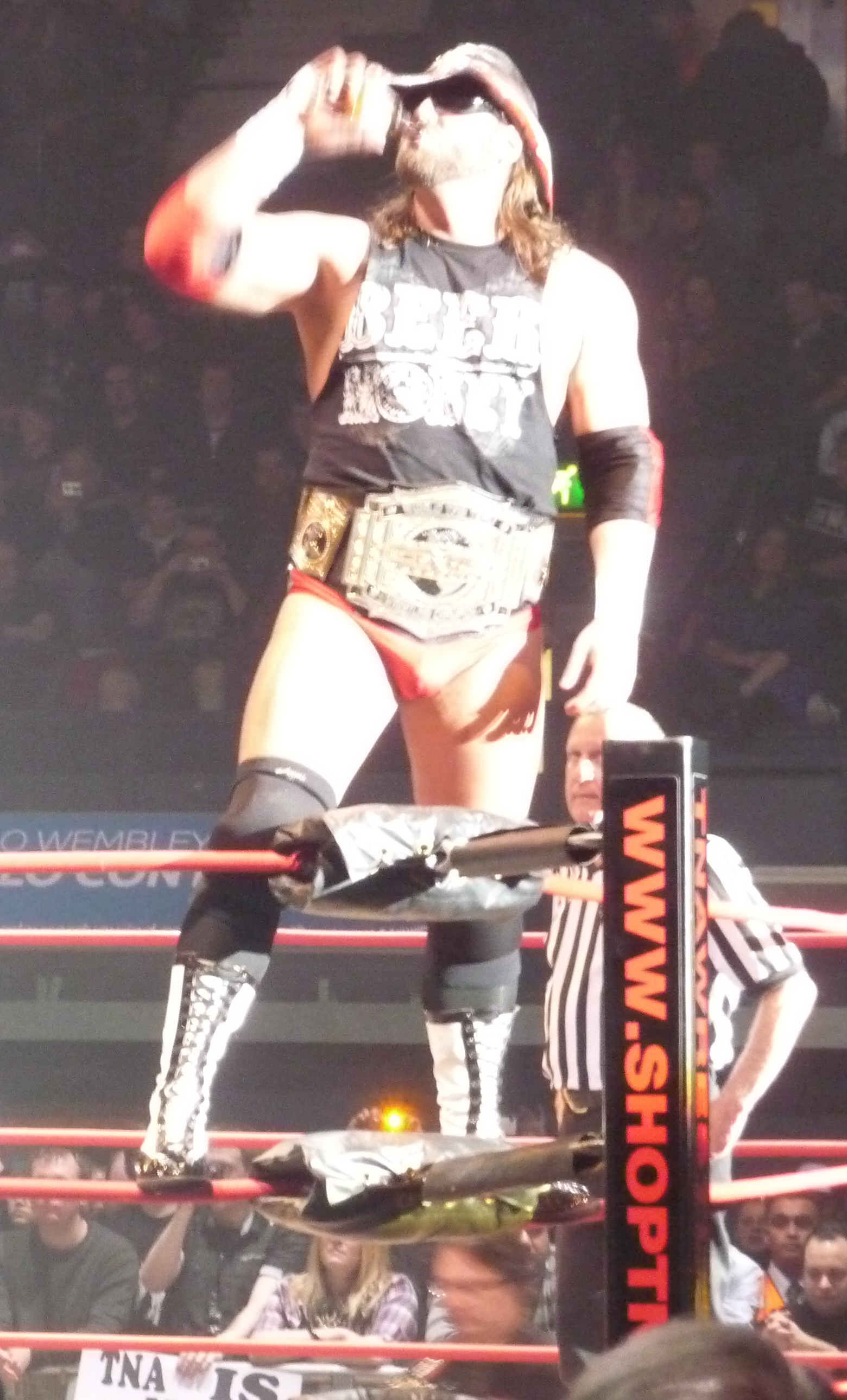
2011年、TNA世界タッグ王者時代

- TNA・キング・オブ・ザ・マウンテン王座 : 1回
- TNA世界タッグ王座 : 7回

w / ロバート・ルード／ボビー・ルード : 5回
w / ガンナー : 1回
w / アビス : 1回
- NWA世界タッグ王座 : 7回

w / クリス・ハリス : 6回
w / クリストファー・ダニエルズ : 1回
- TNAビア・ドリンキング王座 : 2回

WWC（World Wrestling Council）
- WWC世界タッグ王座 : 1回

w / キャシディー・ライリー
NWA
- NWA北米タッグ王座 : 1回

w / シェーン・エデン
NWA Shockwave
- NWAサイバースペースタッグ王座 : 1回

w / クリス・ハリス
FEW（Frontier Elite Wrestling）
- FEWタッグ王座 : 1回

w / クリス・ハリス

## 入場曲
- Dale Oliver - Guilty
- Serg Salinas and Dale Oliver - Sorry About Your Damn Luck
- Serg Salinas and Dale Oliver - Take a Fall
- Dale Oliver - Fortune 4
- Serg Salinas and Dale Oliver - Longnecks & Rednecks
- Serg Salinas and Dale Oliver - Cut You Down
- It's A Date Inc. - Game Up
- Dale Oliver - When the Smoke Clears
- Dale Oliver, Bucky Covington and Bigg Vinny Mack - Longnecks & Rednecks